# Windows Deployment Services
Windows Deployment Services és una eina de Microsoft dissenyada especialment per a Windows Server. És el successor de Remote Installation Services.1 WDS està destinat a ser utilitzat per al desplegament de forma remota al Windows Vista, Windows 7 i Windows Server 2008, però també és compatible amb altres sistemes operatius perquè a diferència del seu predecessor RIS, que era un mètode per a l'automatització del procés d'instal·lació, WDS utilitza en particular l'Windows Imaging Format (WIM). WDS s'inclou com una funció de servidor en totes les versions de 32 bits i 64 bits de Windows Server 2008, i s'inclou com un component instal opcionalment amb Service Pack 2 de Windows Server 2003.